# Церковь Троицы Живоначальной (Тетюши)
Церковь Троицы Живоначальной — православный храм в городе Тетюши Татарстана.
Адрес: Республика Татарстан, Тетюшский район, город Тетюши, улица Свердлова, 4.

## История
Приход в Тетюшах существовал с середины XVI века. Первый храм из камня был построен в 1773—1777 годах на средства прихожан. Правый придел храма был освящен в честь Казанской иконы Божией Матери, левый — во имя святителя и чудотворца Николая.
Здание имеет традиционную симметрично-осевую композицию. Основной объём — высокий двусветный четверик, увенчанный луковичными главками с ажурными металлическими крестами. Центральная главка на высоком деревянном восьмигранном барабане. Главки по углам четверика меньше центральной и поднята на тонкие глухие восьмигранные каменные барабаны.
В 1828—1832 годах под руководством архитектора П. Г. Пятницкого собор был реконструирован и расширен. В 1887 году перестраивается на средства купца П. В. Серебрякова. В 1904—1907 годах проводилась капитальная реконструкция храма. В 1930-х годах, во времена советского гонения на церковь, храм был закрыт и подвергся разорению (полностью был уничтожен алтарь, разрушена колокольня и её фундамент, уничтожены купола и церковная ограда).
С 1950-х годов здание храма занимала Тетюшская автошкола ДОСААФ, пространство храма было перекрыто в два этажа, уничтожена старинная роспись. В 1989 году Троицкий собор был возвращен верующим. В 1889—1990 годы была проведена реконструкция, выстроена новая апсида и отдельно стоящая колокольня. Собор заново был освящен архиепископом Казанским и Марийским Анастасием 30 сентября 1990 года.